# Danh sách cầu thủ tham dự Cúp bóng đá châu Phi 1984
Dưới đây là danh sách các đội hình thi đấu tại Cúp bóng đá châu Phi 1984.

## Bảng A

### Cameroon
Huấn luyện viên:  Radivoje Ognjanović

| Số | VT | Cầu thủ                | Ngày sinh (tuổi)            | Trận | Bàn | Câu lạc bộ          |
| -- | -- | ---------------------- | --------------------------- | ---- | --- | ------------------- |
|    | TM | Joseph-Antoine Bell    | 8 tháng 10, 1954 (29 tuổi)  |      |     | Arab Contractors SC |
|    | TM | Thomas Nkono           | 20 tháng 7, 1955 (28 tuổi)  |      |     | RCD Espanyol        |
|    | TM | Jacques Songo'o        | 17 tháng 3, 1964 (19 tuổi)  |      |     | Canon Yaoundé       |
|    | HV | Ibrahim Aoudou         | 23 tháng 8, 1955 (28 tuổi)  |      |     | Cannes              |
|    | HV | Emmanuel Kundé         | 15 tháng 7, 1956 (27 tuổi)  |      |     | Canon Yaoundé       |
|    | HV | Luc Mbassi             |                             |      |     |                     |
|    | HV | René Ndjeya            | 9 tháng 10, 1953 (30 tuổi)  |      |     | Union Douala        |
|    | HV | François Ndoumbé       | 30 tháng 1, 1954 (30 tuổi)  |      |     | Union Douala        |
|    | HV | Isaac Sinkot           |                             |      |     | Dinamo Douala       |
|    | TV | Théophile Abega        | 9 tháng 7, 1954 (29 tuổi)   |      |     | Canon Yaoundé       |
|    | TV | Grégoire Mbida         | 27 tháng 1, 1952 (32 tuổi)  |      |     | SC Bastia           |
|    | TV | Elie Onana             | 13 tháng 10, 1951 (32 tuổi) |      |     | Tonnerre Yaoundé    |
|    | TV | Charles Toubé          | 22 tháng 1, 1958 (26 tuổi)  |      |     | Tonnerre Yaoundé    |
|    | TĐ | Bonaventure Djonkep    | 20 tháng 8, 1961 (22 tuổi)  |      |     | Union Douala        |
|    | TĐ | Ernest Ebongué         | 15 tháng 5, 1962 (21 tuổi)  |      |     | Tonnerre Yaoundé    |
|    | TĐ | Alain Eyobo            | 17 tháng 10, 1961 (22 tuổi) |      |     |                     |
|    | TĐ | Roger Milla            | 20 tháng 5, 1952 (31 tuổi)  |      |     | SC Bastia           |
|    | TĐ | Jacques N'Guéa         | 8 tháng 11, 1955 (28 tuổi)  |      |     |                     |
|    | TĐ | Dagobert Dang          | 1958                        |      |     | Canon Yaoundé       |
|    |    | Nicolas Makon          |                             |      |     |                     |
|    |    | Ruben Félix Mamilo     |                             |      |     |                     |
|    |    | Hermann Kingué Mouyémé |                             |      |     |                     |

### Bờ Biển Ngà
Huấn luyện viên:  David Duque Ferreira

| Số | VT | Cầu thủ                 | Ngày sinh (tuổi)            | Trận | Bàn | Câu lạc bộ    |
| -- | -- | ----------------------- | --------------------------- | ---- | --- | ------------- |
|    | TM | Koffi Kouadio           |                             |      |     | ASEC Mimosas  |
|    | HV | Gaston Adjoukoua        | 14 tháng 2, 1958 (26 tuổi)  |      |     | Africa Sports |
|    | HV | Emile Gnahoré           |                             |      |     |               |
|    | HV | François Monguéhi Gueï  |                             |      |     |               |
|    | HV | Aimé Tchétché           | 10 tháng 1, 1964 (20 tuổi)  |      |     |               |
|    | TV | Ignace Guédé            | 10 tháng 10, 1964 (19 tuổi) |      |     |               |
|    | TV | Jean-Michel Guédé       | 31 tháng 12, 1965 (18 tuổi) |      |     | Montpellier   |
|    | TV | Pascal Miézan           | 3 tháng 4, 1959 (24 tuổi)   |      |     | Africa Sports |
|    | TV | Saint-Joseph Gadji-Celi | 20 tháng 2, 1963 (21 tuổi)  |      |     | ASEC Mimosas  |
|    | TV | François Zahoui         | 21 tháng 9, 1961 (22 tuổi)  |      |     | Nancy         |
|    | TĐ | Youssouf Fofana         | 26 tháng 7, 1966 (17 tuổi)  |      |     | ASEC Mimosas  |
|    | TĐ | Michel Goba             | 8 tháng 8, 1961 (22 tuổi)   |      |     | Angoulême     |
|    | TĐ | Désiré Sikély           | 27 tháng 1, 1951 (33 tuổi)  |      |     | Sète          |
|    |    | Kablan Miézan           |                             |      |     |               |
|    |    | Patrice Lago            |                             |      |     |               |
|    |    | Gnato Gbala             | 4 tháng 6, 1964 (19 tuổi)   |      |     |               |
|    |    | Moïse Kien Dri          |                             |      |     |               |
|    |    | Tia Koffi               |                             |      |     |               |

### Ai Cập
Huấn luyện viên: Mohamed Abdou Saleh El-Wahsh

| Số | VT | Cầu thủ                  | Ngày sinh (tuổi)            | Trận | Bàn | Câu lạc bộ            |
| -- | -- | ------------------------ | --------------------------- | ---- | --- | --------------------- |
|    | TM | Thabet El-Batal          | 16 tháng 9, 1953 (30 tuổi)  |      |     | Al-Ahly               |
|    | TM | Ekramy El-Shahat         | 14 tháng 10, 1954 (29 tuổi) |      |     | Al-Ahly               |
|    | HV | Ali Shehata              |                             |      |     | Al Moqaweloon Al Arab |
|    | HV | Hamada Sedki             | 25 tháng 8, 1961 (22 tuổi)  |      |     | Ghazl El-Mehalla      |
|    | HV | Rabie Yassin             | 9 tháng 7, 1960 (23 tuổi)   |      |     | Al-Ahly               |
|    | HV | Ibrahim Youssef          | 1959                        |      |     | Zamalek SC            |
|    | TV | Magdi Abdelghani         | 27 tháng 7, 1959 (24 tuổi)  |      |     | Al-Ahly               |
|    | TV | Taher Abouzaid           | 1 tháng 4, 1962 (21 tuổi)   |      |     | Al-Ahly               |
|    | TV | Shawky Ghareeb           | 26 tháng 2, 1959 (25 tuổi)  |      |     | Ghazl El-Mehalla      |
|    | TV | Mohamed Radwan           | 1957                        |      |     | Al Moqaweloon Al Arab |
|    | TV | Mahmoud Hassan Saleh     | 4 tháng 5, 1962 (21 tuổi)   |      |     | Ismaily SC            |
|    | TĐ | Adel Abdelwahed          |                             |      |     | Zamalek SC            |
|    | TĐ | Naser Mohamed Ali        |                             |      |     | Al Moqaweloon Al Arab |
|    | TĐ | Mahmoud El Khatib        | 30 tháng 10, 1954 (29 tuổi) |      |     | Al-Ahly               |
|    | TĐ | Zakaria Nacef            | 4 tháng 5, 1960 (23 tuổi)   |      |     | Al-Ahly               |
|    | TĐ | Hamdi Nouh               |                             |      |     | Al Moqaweloon Al Arab |
|    | TĐ | Emad Soliman             | 23 tháng 7, 1959 (24 tuổi)  |      |     | Ismaily SC            |
| 12 |    | Sayed "Beedho" Abou Bakr |                             |      |     |                       |

### Togo
Huấn luyện viên:  Gottlieb Göller

| Số | VT | Cầu thủ              | Ngày sinh (tuổi)            | Trận | Bàn | Câu lạc bộ        |
| -- | -- | -------------------- | --------------------------- | ---- | --- | ----------------- |
|    | TM | Yaovi Assogba        |                             |      |     |                   |
|    | HV | Sanunu Essoazina     |                             |      |     |                   |
|    | HV | Denké Kossi Wazo     | 18 tháng 5, 1958 (25 tuổi)  |      |     | Aiglons de Lomé   |
|    | HV | Kodjovi Mawuéna      | 31 tháng 12, 1959 (24 tuổi) |      |     |                   |
|    |    | Alassani Nassirou    |                             |      |     |                   |
|    |    | Koami Dos Reis       |                             |      |     |                   |
|    |    | Djogou Akoulassi Tao |                             |      |     | OC Agaza          |
|    |    | Efoe Mensah          |                             |      |     |                   |
|    |    | Sunu Mawuli          |                             |      |     |                   |
|    |    | Messan Modjro        |                             |      |     |                   |
|    |    | Adjé Da Silveira     |                             |      |     |                   |
|    | TĐ | Rafiou Moutairou     |                             |      |     |                   |
|    |    | Abdoul Faye          |                             |      |     |                   |
|    | TĐ | Sadou Boukari        | 15 tháng 1, 1966 (18 tuổi)  |      |     | Ifodjé d'Atakpamé |
|    |    | Kwashie Ayité Ayivor |                             |      |     | ASFOSA            |
|    |    | Ali Mamane           |                             |      |     |                   |
|    |    | Abdel Karim Gamel    |                             |      |     |                   |

## Bảng B

### Algérie
Huấn luyện viên: Mahieddine Khalef

| Số | VT | Cầu thủ             | Ngày sinh (tuổi)            | Trận | Bàn | Câu lạc bộ     |
| -- | -- | ------------------- | --------------------------- | ---- | --- | -------------- |
| 1  | TM | Mehdi Cerbah        | 3 tháng 4, 1953 (30 tuổi)   |      |     | RS Kouba       |
|    | TM | Nacerdine Drid      | 22 tháng 1, 1957 (27 tuổi)  |      |     | ESM Bel-Abbès  |
|    | HV | Mohamed Chaib       | 20 tháng 5, 1957 (26 tuổi)  |      |     | RS Kouba       |
|    | HV | Mahmoud Guendouz    | 4 tháng 2, 1953 (31 tuổi)   |      |     | MA Hussein Dey |
|    | HV | Nourredine Kourichi | 12 tháng 4, 1954 (29 tuổi)  |      |     | Lille          |
|    | HV | Boualem Laroum      | 17 tháng 6, 1959 (24 tuổi)  |      |     | CM Belcourt    |
|    | HV | Faouzi Mansouri     | 17 tháng 1, 1956 (28 tuổi)  |      |     | Mulhouse       |
|    | HV | Abdelhamid Sadmi    | 1 tháng 1, 1961 (23 tuổi)   |      |     | JE Tizi-Ouzou  |
| 8  | TV | Ali Fergani (c)     | 21 tháng 9, 1952 (31 tuổi)  |      |     | JE Tizi-Ouzou  |
| 10 | TV | Lakhdar Belloumi    | 29 tháng 12, 1958 (25 tuổi) |      |     | GCR Mascara    |
|    | TV | Abdelhamid Bouras   | 25 tháng 6, 1959 (24 tuổi)  |      |     | ISM Aïn Beïda  |
|    | TV | Djamel Jefjef       | 30 tháng 1, 1961 (23 tuổi)  |      |     | USM El Harrach |
|    | TV | Mohamed Kaci Said   | 2 tháng 5, 1958 (25 tuổi)   |      |     | RS Kouba       |
|    | TĐ | Tedj Bensaoula      | 1 tháng 12, 1954 (29 tuổi)  |      |     | Le Havre       |
|    | TĐ | Nasser Bouiche      | 8 tháng 6, 1960 (23 tuổi)   |      |     | MP Alger       |
| 11 | TĐ | Rabah Madjer        | 15 tháng 12, 1958 (25 tuổi) |      |     | RC Paris       |
|    | TĐ | Djamel Menad        | 22 tháng 7, 1960 (23 tuổi)  |      |     | JE Tizi-Ouzou  |
|    | TĐ | Hocine Yahi         | 25 tháng 4, 1960 (23 tuổi)  |      |     | CM Belcourt    |

### Ghana
Coach: Emmanuel Kwasi Afranie

| Số | VT | Cầu thủ               | Ngày sinh (tuổi)            | Trận | Bàn | Câu lạc bộ          |
| -- | -- | --------------------- | --------------------------- | ---- | --- | ------------------- |
|    | TM | Joe Carr              |                             |      |     | Asante Kotoko       |
|    |    | Owusu Mensah          |                             |      |     |                     |
|    |    | Mohammed Odoom        |                             |      |     |                     |
|    |    | Ernest Appau          |                             |      |     |                     |
|    | HV | Joseph Odoi           | 23 tháng 9, 1968 (15 tuổi)  |      |     |                     |
|    |    | Kwasi Appiah          |                             |      |     |                     |
|    |    | Hesse Odamtten        |                             |      |     |                     |
|    |    | Isaac Acquaye         |                             |      |     |                     |
|    |    | Addae Kyenkyehene     |                             |      |     |                     |
|    |    | Seth Ampadu           |                             |      |     |                     |
|    | HV | Isaac Paha            |                             |      |     |                     |
|    |    | Albert Asaase         |                             |      |     |                     |
|    |    | Papa Arko             |                             |      |     |                     |
|    | TV | Karim Abdul Razak     | 18 tháng 4, 1956 (27 tuổi)  |      |     | Arab Contractors SC |
|    |    | Opoku Sampene         |                             |      |     |                     |
|    | TV | Mohammed "Polo" Ahmed |                             |      |     |                     |
|    | TĐ | Opoku Nti             | 23 tháng 1, 1961 (23 tuổi)  |      |     | Asante Kotoko       |
|    |    | Francis Kumi          |                             |      |     |                     |
|    |    | John Bannerman        |                             |      |     |                     |
|    |    | Kofi Abbrey           |                             |      |     |                     |
|    | TĐ | George Alhassan       | 11 tháng 11, 1955 (28 tuổi) |      |     | Ulsan Hyundai FC    |
|    |    | Ben Kayede            |                             |      |     |                     |

### Malawi
Huấn luyện viên:  Danny McLennan

| Số | VT | Cầu thủ          | Ngày sinh (tuổi) | Trận | Bàn | Câu lạc bộ    |
| -- | -- | ---------------- | ---------------- | ---- | --- | ------------- |
|    | TM | Clement Mwkalula |                  |      |     |               |
|    | HV | Harry Waya       |                  |      |     |               |
|    | HV | Young Chimodzi   |                  |      |     |               |
|    | HV | Jack Chamangwana |                  |      |     | MTL Wanderers |
|    | HV | Gilbert Chirwa   |                  |      |     |               |
|    |    | Dickson Mbetewa  |                  |      |     |               |
|    |    | Patson Nyengo    |                  |      |     |               |
|    |    | Jonathan Billie  |                  |      |     |               |
|    |    | Sito Mfarinya    |                  |      |     | MTL Wanderers |
|    | TV | Collins Thewe    |                  |      |     |               |
|    | TV | Holman Malunga   |                  |      |     |               |
|    | TĐ | Ricky Phuka      |                  |      |     |               |
|    |    | Moses Majiga     |                  |      |     |               |
|    |    | Peter Amosi      |                  |      |     |               |
|    |    | Henry Chikunje   |                  |      |     |               |
|    | TĐ | Clifton Msiya    |                  |      |     |               |

### Nigeria
Huấn luyện viên: Festus Onigbinde

| Số | VT | Cầu thủ           | Ngày sinh (tuổi)            | Trận | Bàn | Câu lạc bộ        |
| -- | -- | ----------------- | --------------------------- | ---- | --- | ----------------- |
|    | TM | Patrick Okala     |                             |      |     |                   |
|    | TM | Peter Rufai       | 24 tháng 8, 1963 (20 tuổi)  |      |     | Stationery Stores |
|    | HV | Paul Kingsley     |                             |      |     |                   |
|    | HV | Stephen Keshi     | 31 tháng 1, 1962 (22 tuổi)  |      |     | New Nigeria Bank  |
|    | HV | Sunday Eboigbe    | 28 tháng 12, 1967 (16 tuổi) |      |     | New Nigeria Bank  |
|    | HV | Yisa Shofoluwe    | 28 tháng 12, 1967 (16 tuổi) |      |     | Abiola Babes      |
|    |    | Ibrahim Mohamed   |                             |      |     |                   |
|    | TV | Mudashiru Lawal   | 8 tháng 6, 1954 (29 tuổi)   |      |     | Shooting Stars    |
|    |    | Chibuzor Ehilegbu | 30 tháng 4, 1964 (19 tuổi)  |      |     |                   |
|    | TĐ | Humphrey Edobor   | 12 tháng 3, 1966 (17 tuổi)  |      |     |                   |
|    | TV | Clement Temile    |                             |      |     | Bendel Insurance  |
|    | TV | Ademola Adeshina  | 4 tháng 6, 1964 (19 tuổi)   |      |     |                   |
|    | TV | James Etokebe     |                             |      |     |                   |
|    | TV | Henry Nwosu       | 14 tháng 6, 1963 (20 tuổi)  |      |     | New Nigeria Bank  |
|    | TĐ | Rashidi Yekini    | 23 tháng 10, 1963 (20 tuổi) |      |     | Shooting Stars    |
|    |    | John Benson       |                             |      |     |                   |
|    |    | Tarila Okorowanta | 16 tháng 3, 1965 (18 tuổi)  |      |     |                   |
|    |    | Ali Bala          |                             |      |     |                   |
|    |    | Paul Okoku        | 27 tháng 12, 1965 (18 tuổi) |      |     |                   |